# عبد اللطيف النصف
عبد اللطيف إبراهيم النصف (1906 - 1971) شاعر ومسؤول حكومي كويتي. ولد في مدينة الكويت وتلقّى في كُتّابها مبادئ العلوم والقرآن، ثمّ التحق بمدارس الكويت وتابع فيها علومه. هاجر إلى الأحساء وأقام فيها أربع سنوات، ثم عاد إلى بلاده وتسلّم أمانة سرّ أميرها عبد الله السالم الصباح. وبعد استقلال الكويت عُيّن مديرًا للإدارة الصحفية في وزارة الخارجية، حتى أحيل على التقاعد. توفي في مسقط رأسه. له شعر مذكور في الكتب التي تناولته بالبحث والترجمة. أطلقت اسمه على مدرسة متوسطة للبنين بمنطقة اليرموك.

## سيرته
ولد عبد اللطيف بن إبراهيم آل نصف في مدينة الكويت سنة 1906م/1324 هـ. تلقى تعليمه المبكر في الكتاب، ثم التحق بالمدرسة المباركية سنة 1915. هاجر إلى الأحساء في 1935 وبقي فيها أربع سنوات، ثم عاد إلى الكويت ليعمل سكرتيرًا خاصًا للأمير عبد الله السالم الصباح.

كان عضوًا في عدد من الإدارات والمجالس الحكومية: المجلس البلدي (1951 - 1961)، اللجنة التنفيذية العليا (1954)، مجلس الأوقاف (1957)، مجلس المعارف (1960)، كما عمل مديرًا للإدارة الصحفية في وزارة الخارجية الكويتية.

توفي في مسقط رأسه في 1971 م/ 1391 هـ.

## شعره
ذكره عبد العزيز البابطين في معجمه وقال «ارتبط شعره بالقضايا السياسية والاجتماعية، قامت قصيدته على التشكيل التقليدي السائد في بيئته الثقافية، وقد نبه عبد العزيز الرشيد إلى خصوصية قصيدته، ووصفه خالد سعود الزيد بالشاعر الطليعي، ووضعه خليفة الوقيان في سياق الريادة لشعر التمرد والسعي نحو التغيير، وخلص محمد حسن عبد الله من دراسته لنتاجه الشعري أنه يتميز بتعدد موضوعات قصائده، والتزامه بموسيقا بحور خليلية بعينها: (هي على الترتيب: الطويل - البسيط - الكامل - الوافر - الخفيف)، وأن قصيدته «جل الأسى» تستوعب في تكوينها كل ما صدر للشاعر من قصائده) فهو يمدح، ويهنئ، ويرثي، ويواسي، ويعتذر، من خلال المنظور الفكري/ السياسي نفسه، وهذا ثبات ينم على قوة الشخصية ووضوح الموقف، كما يدل من وجهة الشعر المؤسِّسة لقوة الفكر أن قصائد الشاعر - على تنوعها - تعود إلى أصل واحد، يستجمع هذه الشظايا أو الشرائح في تشكيل فني/ فكري راسخ.»